# Maison de Jean Monnet
La maison de Jean Monnet  est la résidence dans laquelle a vécu Jean Monnet de 1945 jusqu'à sa mort en 1979. Située rue du Vieux Pressoir, dans le hameau de Houjarray sur le territoire de la commune de Bazoches-sur-Guyonne, non loin de Montfort-l'Amaury, dans les Yvelines, cette ancienne ferme a été transformée en musée ouvert au public tous les jours. Les visites en sont gratuites.

## Collections, historique
On y voit le cadre de vie intact de Jean Monnet, ses livres et ses bibelots, des œuvres d'art collectionnées. Egalement l'original de la médaille et ses trois portraits, exécutés par Cyril de La Patellière.
La maison a été cédée par la veuve de Jean Monnet au Parlement européen en 1982. Celui-ci en a concédé la gestion par convention en 1990 à l'Association Jean Monnet dont la mission était  de préserver et transmettre la mémoire et l'œuvre de l'homme d'État jusqu'à ce qu'en 2021, cette mission ne soit confiée par la famille de Jean Monnet à l'Institut Jean Monnet. Depuis 2018, le site (le musée et le centre de conférences attenant) est géré directement par le Parlement européen. La maison de Jean Monnet bénéficie du label Maison des Illustres.

## Offre pour les visiteurs
La Maison Jean Monnet est ouverte sept jours sur sept. L'entrée est gratuite. Des audioguides sont disponibles en anglais, français et allemand. Des visites guidées peuvent être organisées pour des groupes de plus de 10 personnes, sur réservation obligatoire. La durée de la visite est de 45 à 60 minutes. Le parc et son "jardin du citoyen européen" sont ouverts aux visiteurs toute l'année.

## Galerie

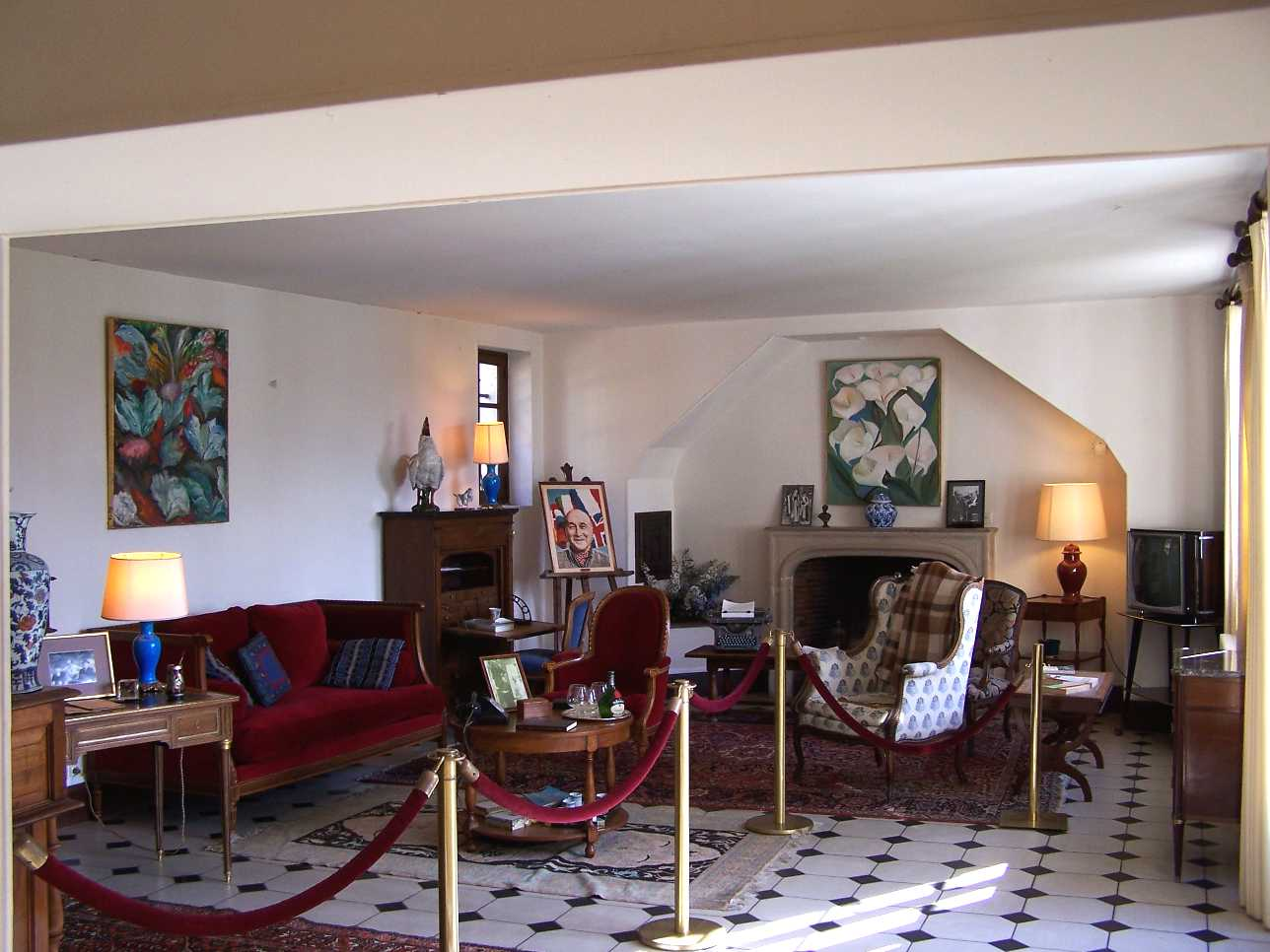
Vue du salon où Jean Monnet travaillait
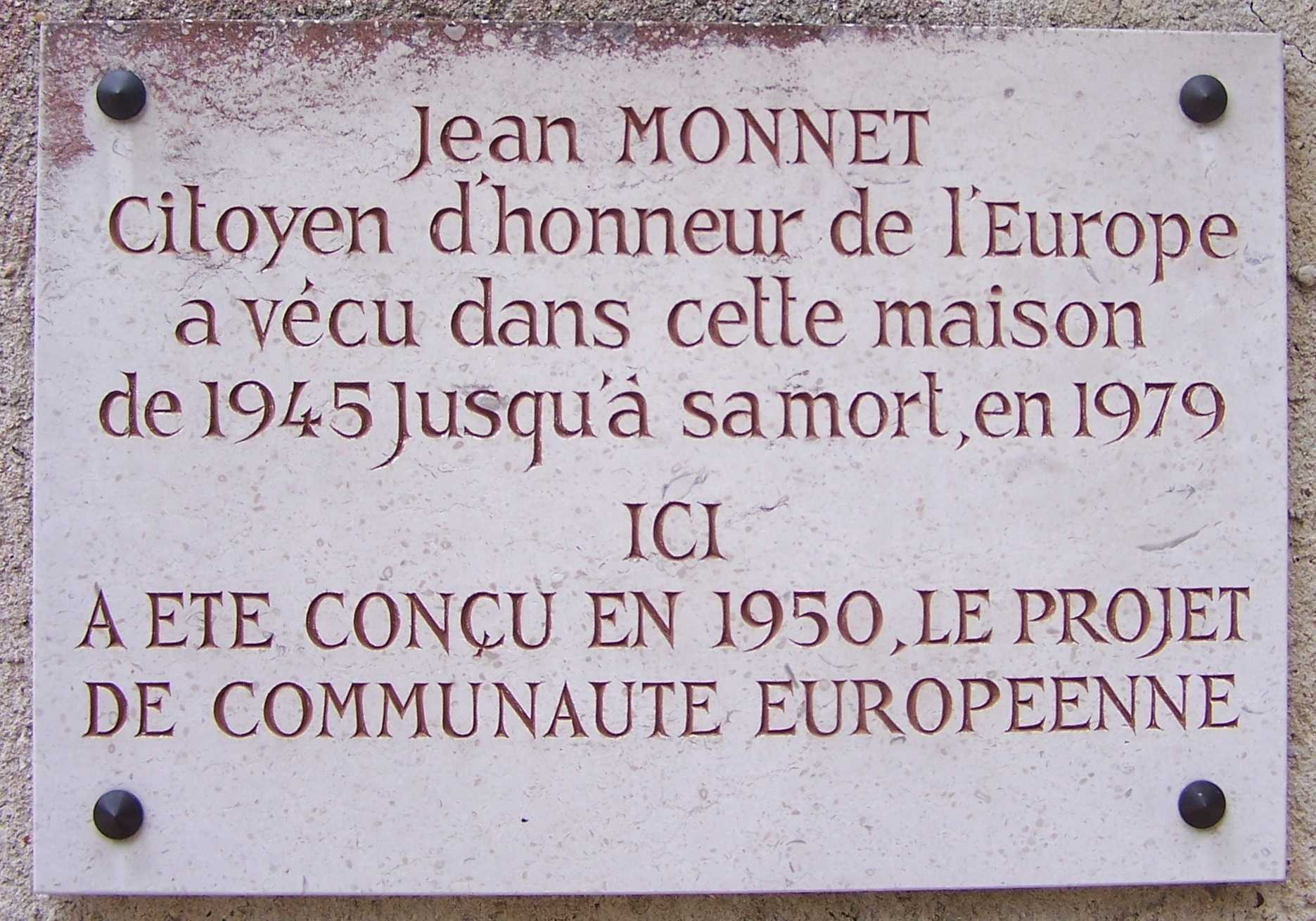
Plaque commémorative apposée à l'entrée de la maison
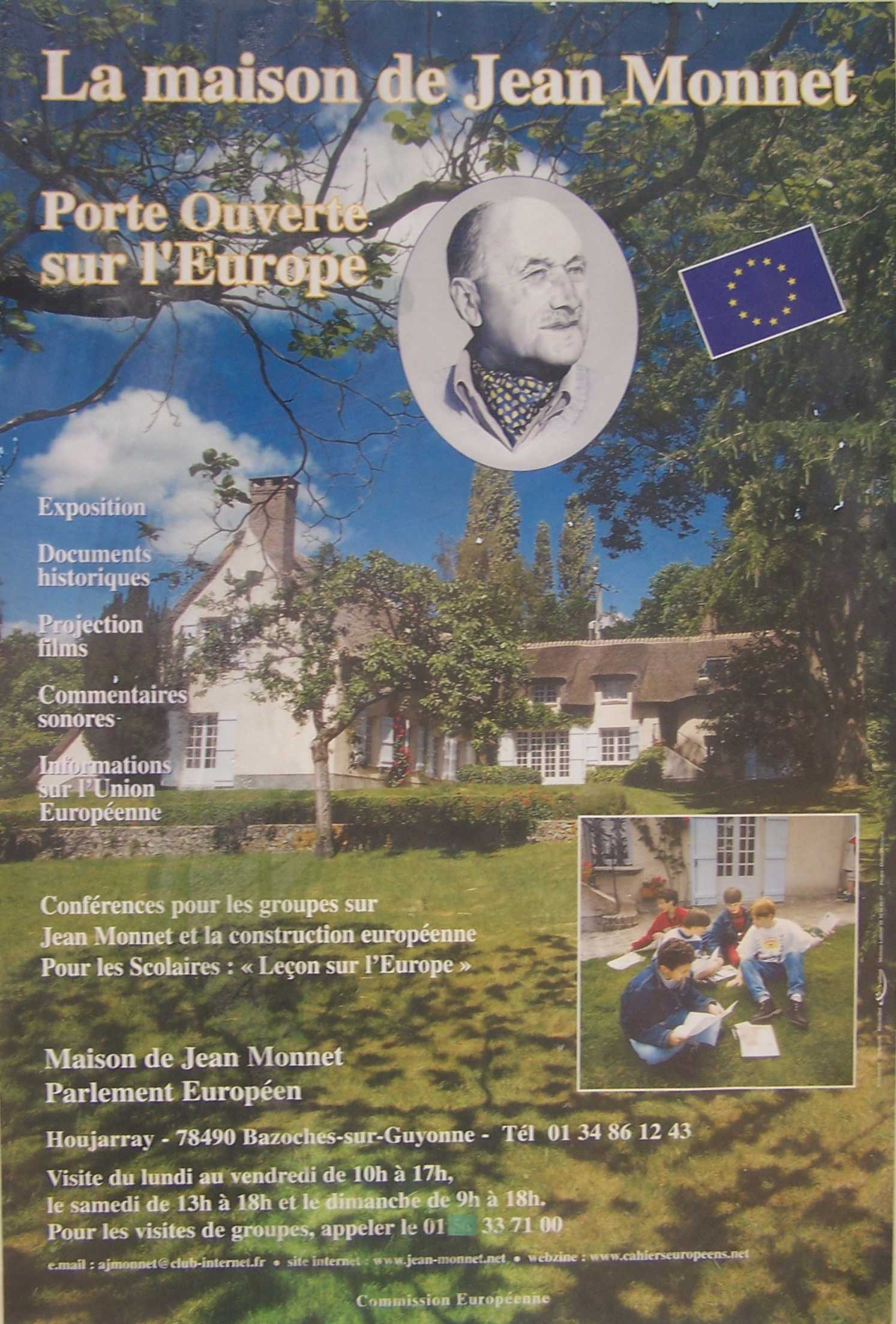
Affiche